# Hypsiboas goianus
Hypsiboas goianus är en groddjursart som först beskrevs av Lutz 1968.  Hypsiboas goianus ingår i släktet Hypsiboas och familjen lövgrodor. IUCN kategoriserar arten globalt som livskraftig. Inga underarter finns listade i Catalogue of Life.